# Baugy (Saône-et-Loire)
Baugy település Franciaországban, Saône-et-Loire megyében. Lakosainak száma 495 fő (2022. január 1.). Baugy Avrilly, Marcigny, Anzy-le-Duc, Bourg-le-Comte, Chambilly, Semur-en-Brionnais és Vindecy községekkel határos.

## Népesség
A település népességének változása:
| Lakosok száma | 511  | 510  | 528  | 503  | 505  | 509  | 504  | 500  | 495  |
|               | 2013 | 2015 | 2016 | 2017 | 2018 | 2019 | 2020 | 2021 | 2022 |